# Eiderstedt
Eiderstedt je poloostrov v německé spolkové zemi Šlesvicko-Holštýnsko, vybíhající do moře Waddenzee. Je dlouhý 30 km a široký 15 km a žije zde přes 20 000 obyvatel, z nichž většinu tvoří Frísové. V rámci zemského okresu Severní Frísko tvoří poloostrov dva správní celky: obec Eiderstedt a město Tönning.
Poloostrov je známý také jako Dreilande (Tři země), protože vznikl z ostrovů Eiderstedt, Utholm a Evershop, které byly ve středověk propojeny poldery. Oblast byla součástí kraje Uthlande a náležela Dánsku až do roku 1864, kdy ji zabralo Pruské království. Poloostrov je známý tím, že zde našli útočiště mennonitští exulanti. Eiderstedt má také dánský název Ejdersted a severofríský Ääderstää.
Poloostrov je plochý s bažinami a dunami, nejvyšší bod má 16 metrů nad mořem. Jeho úrodná půda je využívána k pěstování brambor, obilí a zeleniny, významný je také chov ovcí a rybolov. Nacházejí se zde četné statky nazývané haubarg. V roce 1973 byla v ústí řeky Eider vybudována hráz Eidersperrwerk.
Největším městem je Tönning, kde se nachází starý přístav a mořské akvárium Multimar Wattforum. Centrem turistiky je Sankt Peter-Ording se sirnými prameny a písečnými plážemi. Symbolem Eierstedtu je 41,5 m vysoký maják ve Westerheveru, kostel v Kotzenbüllu je proslulý svými varhanami a nejstaršími vraty ve Šlesvicku-Holštýnsku. Na poloostrově se provozuje rekreační cyklistika a kitesurfing. Chráněná oblast Katinger Watt je významnou zastávkou bernešky bělolící tažných ptáků.